# 5 000 mètres masculin aux Jeux olympiques d'été de 1936
Pour un article plus général, voir Athlétisme aux Jeux olympiques d'été de 1936.
Navigation
Los Angeles 1932 Londres 1948
L'épreuve du 5 000 mètres masculin aux Jeux olympiques de 1936 s'est déroulée les 4 et 7 août 1936 au Stade olympique de Berlin, en Allemagne. Elle est remportée par le Finlandais Gunnar Höckert.

## Résultats

### Finale
| Rang               | Athlète         | Pays            | Temps         | Notes |
| ------------------ | --------------- | --------------- | ------------- | ----- |
| Médaille d'or      | Gunnar Höckert  | Finlande        | 14 min 22 s 2 | OR    |
| Médaille d'argent  | Lauri Lehtinen  | Finlande        | 14 min 25 s 8 |       |
| Médaille de bronze | Henry Jonsson   | Suède           | 14 min 29 s 0 |       |
| 4                  | Kōhei Murakoso  | Japon           | 14 min 30 s 0 |       |
| 5                  | Józef Noji      | Pologne         | 14 min 33 s 4 |       |
| 6                  | Ilmari Salminen | Finlande        | 14 min 39 s 8 |       |
| 7                  | Umberto Cerati  | Italie          | 14 min 44 s 4 |       |
| 8                  | Louis Zamperini | États-Unis      | 14 min 46 s 8 |       |
| 9                  | Rolf Hansen     | Norvège         | 14 min 48 s 0 |       |
| 10                 | Harry Siefert   | Danemark        | 14 min 48 s 4 |       |
| 11                 | Peter Ward      | Grande-Bretagne | 14 min 57 s 2 |       |
| 12                 | Frank Close     | Grande-Bretagne |               |       |
| 13                 | Don Lash        | États-Unis      |               |       |
| 14                 | Bror Hellström  | Suède           |               |       |
|                    | Aubrey Reeve    | Grande-Bretagne |               | DNF   |